# Церква Різдва Пресвятої Богородиці (Супранівка, УГКЦ)
Церква Різдва Пресвятої Богородиці в Супранівці — парафія і храм греко-католицької громади Підволочиського деканату Тернопільсько-Зборівської архієпархії Української греко-католицької церкви в селі Супранівка Тернопільського району Тернопільської области.

## Історія церкви
Парафія діяла в лоні УГКЦ до 1946 року. Потім, до 1990 року, парафія і храм належали до РПЦ. У 1990 році, після виходу громади з РПЦ, відбувся конфесійний розкол: більшість вірян перейшла в УАПЦ (згодом — ПЦУ), а меншість — в УГКЦ.
Храм, збудований греко-католиками на початку XX століття, залишився за православною громадою. Тому греко-католики з 1990 до 2010 року проводили богослужіння в будинку сільського музею. У січні 2010 року єпарх Тернопільсько-Зборівський владика Василій Семенюк освятив новозбудований храм Різдва Пресвятої Богородиці. У селі також відновлено пам'ятний хрест на честь скасування панщини.

## Парохи
- о. Леонтій Копертинський (1930-і),
- о. Зиновій Гончарик,
- о. Михайло Валійон,
- о. Володимир Івашків,
- о. Володимир Турин,
- о. Володимир Козак,
- о. Борис Новосад,
- о. Андрій Тих,
- о. Юрій Каспрій.